# Alfredo Augusto Gomes
Alfredo Augusto Gomes (Rio de Janeiro, 12 de setembro de 1859 — Rio de Janeiro, 28 de setembro de 1924) foi um gramático e professor brasileiro.
Foi um dos fundadores e o sétimo diretor-geral da Escola Normal da Corte, hoje denominada Instituto Superior de Educação do Rio de Janeiro. Foi autor de numerosos trabalhos científicos e médicos e sobre a língua portuguesa. Destaca-se seu compêndio de 1916 Grammatica  Portugueza.